# Liste des membres de la Commission d'experts (Chili)
Cet article donne la liste des 24 membres de la Commission d'experts au Chili, nommés par le Congrès national et participant à l'écriture de la nouvelle Constitution avec la seconde Assemblée constituante. Cette commission s'ouvre le 6 mars 2023.

## Liste des experts
| Nom | Nom                      |  | Groupe                                | Parti                                 |
| --- | ------------------------ |  | ------------------------------------- | ------------------------------------- |
|     | Paz Anastasiadis         |  | Parti démocrate-chrétien              | Parti démocrate-chrétien              |
|     | Jaime Arancibia          |  | Rénovation nationale                  | Rénovation nationale                  |
|     | Alexis Cortés (es)       |  | Parti communiste du Chili             | Parti communiste du Chili             |
|     | Carlos Frontaura         |  | Parti républicain                     | Parti républicain                     |
|     | Magaly Fuenzalida        |  | Fédération régionaliste verte sociale | Fédération régionaliste verte sociale |
|     | Natalia González (es)    |  | Union démocrate indépendante          | Union démocrate indépendante          |
|     | Bettina Horst (es)       |  | Union démocrate indépendante          | Union démocrate indépendante          |
|     | Alejandra Krauss         |  | Parti démocrate-chrétien              | Parti démocrate-chrétien              |
|     | Hernán Larraín (es)      |  | Union démocrate indépendante          | Union démocrate indépendante          |
|     | Catalina Lagos           |  | Parti socialiste                      | Parti socialiste                      |
|     | Domingo Lovera           |  | Révolution démocratique               | Révolution démocratique               |
|     | Katherine Martorell (en) |  | Rénovation nationale                  | Rénovation nationale                  |
|     | Juan José Ossa (en)      |  | Rénovation nationale                  | Rénovation nationale                  |
|     | Gabriel Osorio           |  | Parti socialiste                      | Parti socialiste                      |
|     | Máximo Pavez (es)        |  | Union démocrate indépendante          | Union démocrate indépendante          |
|     | Flavio Quezada           |  | Parti socialiste                      | Parti socialiste                      |
|     | Teodoro Ribera (en)      |  | Rénovation nationale                  | Rénovation nationale                  |
|     | Antonia Rivas            |  | Convergence sociale                   | Convergence sociale                   |
|     | Catalina Salem           |  | Rénovation nationale                  | Rénovation nationale                  |
|     | Leslie Sánchez           |  | Parti libéral (es)                    | Parti libéral (es)                    |
|     | Francisco Soto           |  | Parti pour la démocratie              | Parti pour la démocratie              |
|     | Sebastián Soto           |  | Evópoli                               | Evópoli                               |
|     | Verónica Undurraga       |  | Parti pour la démocratie              | Parti pour la démocratie              |